# Challengers of the Unknown
Challengers of the Unknown (Les Challengers de l'Inconnu) est une série de comics appartenant à l'univers DC Comics. Elle apparaît pour la première fois dans Showcase #6 en février 1957 avec un épisode écrit par Dave Wood et dessiné par Jack Kirby.

## Vie éditoriale
En 1957, Jack Kirby se retrouve seul après avoir travaillé depuis 1940 avec Joe Simon. Il est alors un créateur reconnu ayant déjà été à l'origine avec Joe Simon de Captain America, des romance comics, et ayant dessiné des récits dans tous les styles. Il se décide alors à proposer une série à DC Comics mettant en scène quatre personnages qui, ayant survécu à une catastrophe, sont devenus des risque-tout persuadés qu'ils vivent un « temps emprunté ». L'éditeur accepte de donner sa chance à Kirby et publie les deux premières aventures des Challengers of the Unkown dans le comic book Showcase respectivement dans les numéros 6 et 7. Showcase est alors un comics utilisé pour tester les personnages qui pourraient plaire assez et gagner leur propre titre. La première histoire présente les quatre protagonistes principaux et le suivant introduit June Robbins qui devient membre honoraire. Les Challengers apparaissent dans deux autres épisodes de Showcase (numéro 11 et 12) avant de gagner leur propre série qui dure 86 épisodes de 1958 à 1978. Jusqu'en 1959, soit les quatre premiers épisodes parus dans Showcase et les huit premiers numéros de leur série éponyme, la série est dessinée par Jack Kirby et celui-ci est aussi le créateur des aventures des héros. Dave Wood a pour rôle d'écrire les répliques des personnages.
En 1959, Jack Kirby quitte DC pour Marvel Comics où en 1961 il crée avec Stan Lee les Quatre Fantastiques. De nombreux critiques ont vu les Challengers of the Unknown comme source d'inspiration pour la création des Quatre Fantastiques, mais Stan Lee a contredit cette information. 
Après le départ de Kirby, la série continue sous la direction éditoriale de Jack Schiff. Les dessins sont de Bob Brown et les scénarios de Bob Haney ou Arnold Drake, et les auteurs tentent d'adapter le comics aux attentes changeantes des lecteurs. EN 1960, les Challengers sont confrontés à des êtres fantastiques tels que des fantômes. Cependant, la série est abandonnée en 1970. Dans les années 1990, la série est relancée deux fois mais elle ne s'impose pas et s'arrête à chaque fois. Jeph Loeb et Tim Sale se feront connaître en 1991 à l'occasion de leur travail sur ces personnages.
Howard Chaykin reprendra plus tard le nom pour une mini-série.

## Synopsis
Quatre aventuriers sont appelés par le gouvernement américain pour résoudre des énigmes étranges et surnaturelles.

## Membres du groupe
- Rocky Davis
- Matthew « Red »  Ryan
- Kyle « Ace » Morgan
- Professeur Haley
- June Robbins
- Corrinna Stark